# Миклушовце
Миклушовце (слч. Miklušovce) насељено је мјесто са административним статусом сеоске општине (слч. obec) у округу Прешов, у Прешовском крају, Словачка Република.

## Становништво
| Година:    | 1994. | 2004.   | 2014. | 2024.    |
| ---------- | ----- | ------- | ----- | -------- |
| Број људи: | 331   | 340     | 323   | 289      |
| Разлика:   |       | +2,71 % | -5 %  | -10,52 % |

| Година:    | 2023. | 2024.   |
| ---------- | ----- | ------- |
| Број људи: | 287   | 289     |
| Разлика:   |       | +0,69 % |

Према подацима о броју становника из 2024. године насеље је имало 289 становника.